# 대한민국 상법 제28조
대한민국 상법 제28조는 상호 부정사용에 대한 제재에 대한 상법총칙의 조문이다.

## 조문
제28조 (상호 부정사용에 대한 제재) 제20조와 제23조제1항에 위반한 자는 200만원 이하의 과태료에 처한다.